# Feminists Against Ableism
Feminists Against Ableism (FAA, Nederlands: 'feministen tegen validisme') is een Nederlands collectief voor gehandicapte mensen, aangevoerd door gehandicapte, chronisch zieke en neurodivergente feministen. Het collectief is een activistische groep en een van de eerste intersectionele anti-validismegroepen van Nederland die uitsluiting en discriminatie van gehandicapte mensen tegengaat.
Anno 2022 telt het collectief zo'n 15 leden. Een van de gezichten van het collectief is Jeanette Chedda, die bij de Tweede Kamerverkiezingen 2021 voor de politieke partij BIJ1 op de vierde plaats stond van de kandidatenlijst.

## Geschiedenis
FAA is in 2019 opgericht, in eerste instantie om de protestmars 'Women's March 2019' toegankelijk te maken voor gehandicapte deelnemers. Daarnaast organiseerde FAA de Nederlandse variant van de Online Disability March. In 2020 besloot de groep het werkterrein te verbreden. Niet alleen is FAA betrokken geweest bij het toegankelijk maken van andere protesten, zoals de klimaatmars, maar ook bij de start van GeenDorHout, een actiegroep die is opgericht door onder anderen FAA-lid Jacquie Davis. Het collectief is ook een van de initiatiefnemers van het QueerCrip-project, dat focust op gehandicapte queer mensen. Ook dit project was een van de eerste van Nederland.
In 2020 en 2021 werd FAA financieel ondersteund door Mama Cash.
In 2021 maakte het collectief zich hard voor gehandicapte mensen tijdens de wooncrisis. In februari 2022 deed FAA dit nogmaals bij een actie in Delft.
Samen met het European Disability Forum (een door de Europese Unie ondersteunde gehandicaptenorganisatie) sprak FAA zich in maart 2022 uit tegen gedwongen sterilisatie van gehandicapte mensen.
Jeanette Chedda sprak namens FAA op de 1 mei-viering 2022 op het Vredenburgplein in Utrecht.

## Kerntaken
Een groot deel van het werk van FAA is het informeren van de samenleving over de onderdrukking, uitsluiting en discriminatie van gehandicapte mensen. Het collectief doet dit onder andere op sociale media. Daarnaast houdt FAA regelmatig toespraken en seminars en organiseert FAA workshops. Ook houdt FAA interviews voor artikelen, podcasts en video's. FAA was in 2021 een van de organisatoren van de Baas in eigen buik-gesprekken die in Pakhuis de Zwijger werden gehouden. Daarnaast is het collectief vanaf de oprichting bezig met het toegankelijk maken van andere protesten en events.
FAA pleit voor toevoegen van validisme aan Artikel 1 uit de Grondwet en voor het ratificatie van het optionele protocol van het VN-verdrag Handicap.